# Jeannot Krecké

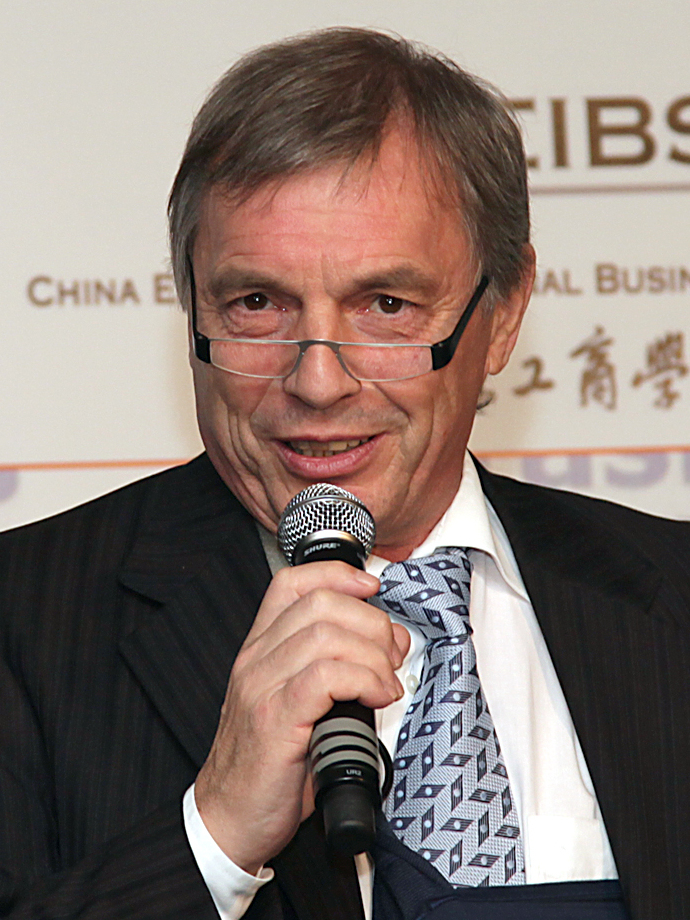
Krecké als Wirtschaftsminister (2010)

Jeannot Krecké (* 26. April 1950 in Luxemburg) ist ein Politiker der Lëtzebuerger Sozialistesch Aarbechterpartei (LSAP) und war von 2004 bis 2012 Wirtschafts- und Außenhandelsminister Luxemburgs.

## Ausbildung und Beruf
Nach dem Sekundärschulabschluss in der Stadt Luxemburg hatte Krecké an der Université Libre de Bruxelles (ULB) die Prüfung zum Sportlehrer abgelegt. Danach wandte er sich der Wirtschaftswissenschaft sowie dem Rechnungs- und Steuerwesen zu, worüber er in den Vereinigten Staaten verschiedene Ausbildungsgänge besucht hat.
Nach seiner beruflichen Neuorientierung hat er Kurse geleitet über Wirtschaft, Rechnungswesen und Steuern und zur Luxemburger Einkommensteuer ein Buch veröffentlicht. Daneben war er als externer Berater tätig für die Unternehmen Mazars (1994–1999), Arthur Andersen (1999–2003) und Ernst & Young (2003–2004).
Am 19. Januar 2012 haben Krecké und der Finanzminister Luc Frieden die Schaffung zweier Fonds zur Investition in die Zukunft der Luxemburger Wirtschaft bekanntgegeben, des Fonds Life Sciences sowie des Luxembourg Future Fund. Er ist seit Juli 2012 im Aufsichtsrat der Sistema JSFC, einer an der Londoner Börse notierten russischen Firma.

## Kontroverse um Gutachten
1997 verfasste er im Auftrag des Premierministers Jean-Claude Juncker einen Bericht über Steuerbetrug in Luxemburg. In der veröffentlichten Version fehlte jedoch eine Seite zu Steuervorbescheiden (Tax Rulings) mit denen Unternehmen auf Kosten der Nachbarländer Steuern vermeiden konnten. Der Spiegel stellt dar, dass Jean-Claude Juncker behauptete, diese Seite nicht gekannt zu haben. Dies habe Krecke im September 2015 als unwahr bezeichnet:  „Ich kann bestätigen, dass ich Herrn Juncker im April 1997 eine öffentliche und eine persönliche Version meines Reports übergeben habe“, schrieb Krecké in einer E-Mail an Spiegel Online. Die „persönliche Version“ Junckers enthalte die brisante Seite, nicht aber die veröffentlichte Fassung, weil man eine Diskussion in Europa vermeiden wollte.

## Politik
Seit dem 31. Juli 2004 war Krecké Luxemburgs Wirtschafts- und Außenhandelsminister. Von 2004 bis 2009 war er daneben Sportminister.
Am 10. November 2011 hat Krecké seine Absicht bekanntgegeben, sich zum 1. Februar 2012 aus der Politik völlig zurückzuziehen. Der Generalrat der LSAP hat am 28. November 2011 Etienne Schneider als seinen Nachfolger vorgeschlagen.

## Ehrungen
- 1999: Offizier des Ordens der Eichenkrone
- 2004: Komtur des Verdienstordens des Großherzogtums Luxemburg
- 2005: Großkreuz des Ordens des Infanten Dom Henrique
- 2010: Großkreuz des portugiesischen Ordens für Verdienst
- 2011: Großkreuz des norwegischen Verdienstordens
- 2012: Orden der Ehre (Russland)[5]

## Bücher
- Frank Reimen, Jeannot Krecké: Die Abgeordnetenkammer. Theorie und Praxis parlamentarischer Kontrolle. promoculture : 1. Aufl. 1999. ISBN 2-87974-034-7.
- Jeannot Krecké, Mars Di Bartolomeo: La déclaration d'impôt: Guide pratique. promoculture : 2003. ISBN 2-87974-057-6.

## Einzelbelege
1. ↑   Présentation de deux projets de fonds d'investissement dans l'avenir de l'économie luxembourgeoise (Memento vom 10. Januar 2013 im Internet Archive) Regierungsmitteilung, 19. Januar 2012
2. ↑  Archivierte Kopie (Memento des Originals vom 3. Dezember 2013 im Internet Archive)  Info: Der Archivlink wurde automatisch eingesetzt und noch nicht geprüft. Bitte prüfe Original- und Archivlink gemäß Anleitung und entferne dann diesen Hinweis.
3. ↑  Markus Becker: Luxemburg-Steuerskandal: Juncker soll Parlament belogen haben. In: Spiegel Online. 26. September 2015, abgerufen am 10. Juni 2018.
4. ↑  Am 1. Februar 2012 ist Schluss Tageblatt, 10. November 2011.
5. ↑  Указ Президента Российской Федерации от 27.04.2012 № 518 ∙ Официальное опубликование правовых актов. Abgerufen am 26. September 2023.

| Personendaten    | Personendaten                                                            |
| ---------------- | ------------------------------------------------------------------------ |
| NAME             | Krecké, Jeannot                                                          |
| KURZBESCHREIBUNG | luxemburgischer Politiker der Lëtzebuerger Sozialistech Aarbechterpartei |
| GEBURTSDATUM     | 26. April 1950                                                           |
| GEBURTSORT       | Luxemburg (Stadt)                                                        |